# Pihom jezici
Pihom jezici, jedna od sedam jezičnih skupina koja čini dio šire Croisilleske skupine madanških jezika, transnovogvinejska porodica. Sastoji se od ukupno 22 jezika koji se govore na Papui Novoj Gvineji.
Pihomski jezici sastoje se od podskupina amaimon (1) jezik, amaimon [ali]; kumilan (3) jezika; numugenan (6) jezika; omosan (2) jezika; tiboran (5) jezika;  Wasembo (1) s istoimenim jezikom wasembo [gsp]
Prema ranijoj klasifikaciji pihomski jezici činili su dio šire skupine pihom-isumrud-mugil, koja je bila dio šire skupine adelbert range

## Vanjske poveznice
- Ethnologue (14th)